# Atractylocarpus nanus
Atractylocarpus nanus är en bladmossart som beskrevs av Robert Statham Williams 1928. Atractylocarpus nanus ingår i släktet trådnervmossor, och familjen Dicranaceae. Inga underarter finns listade i Catalogue of Life.